# George Woodcock
George Woodcock, född 8 maj 1912 i Winnipeg, död 28 januari 1995 i Vancouver, var en kanadensisk författare av poesi, noveller, biografier och historiska böcker. År 1959 grundade han tidskriften Canadian Literature om kanadensiskt författarskap. Hans bok Anarchism: A History of Libertarian Ideas and Movements (publicerad första gången år 1962) är en överblick av anarkismen och alla dess strömningar.

## Biografi

### Barndomen och första kontakten med anarkism
Woodcock föddes i Winnipeg, men flyttade med sina föräldrar till England i sin barndom. Familjen var ganska fattig men Woodcock fick möjligheten att gå på Oxford University med hjälp av ett stipendium. Dock tackade han nej till denna chans då han skulle bli tvungen att bli en del av prästerskapet.
Istället tog han sig ett jobb som expedit på Great Western Railway där han började bli intresserad av anarkism (speciellt frihetlig socialism). Han var sedan anarkist resten av sitt liv och skrev flera böcker om det inklusive The Anarchist Reader och biografier om Pierre-Joseph Proudhon, William Godwin, Oscar Wilde och Pjotr Kropotkin.
Under denna period mötte han flera litterära personligheter, bland annat T.S. Eliot och Aldous Huxley. Han träffade här också George Orwell efter att de två hamnat i en offentlig kontrovers i Partisan Review när Orwell skrev att, i och med tidens krig mot fascism, att pacifism var "objektivt för fascism". Som pacifist höll Woodcock inte med om detta men de två träffades och blev goda vänner. Woodcock skrev senare The Crystal Spirit, en kritisk studie av Orwell och hans arbete som vann Governor General's Awards 1966.

### Tjänst på universitet och litterära produktioner
Woodcock tillbringade andra världskriget med att arbeta på en gård. Efter kriget flyttade han till Kanada och bosatte sig i Vancouver. 1955 tog han en tjänst på University of British Columbia där han stannade till 1970-talet. Under denna tid började han skriva mer produktivt och gjorde ett flertal reseböcker och poesisamlingar samt de produktioner han är mest känd för om anarkism.

### Tibet
Emot slutet av hans liv blev Woodcock alltmer intresserad av situationen i Tibet. Han begav sig till Indien, studerade buddhism, blev vän med Dalai Lama och etablerade Tibetan Refugee Aid Society.

## Priser
Woodcock tilldelades flera priser inklusive medlemskap i Royal Society of Canada 1968, UBC Medal for Popular Biography 1973 och 1976 och Molson Prize 1973. Dock antog han bara priser som tilldelades honom av hans likar och vägrade ta emot priser av den kanadensiska staten, inklusive Order of Canada. Han gjorde dock ett undantag 1994 när han tog emot Freedom of the City av staden Vancouver.